# Emmendingen
Emmendingen (phát âm tiếng Đức: [ˈɛmənˌdɪŋən] ⓘ) là thị trấn thủ phủ của huyện Emmendingen, bang Baden-Württemberg, Đức. Nơi đây nằm bên bờ sông Elz, cách Freiburg im Breisgau 14 km (8,7 mi) về phía bắc. Thị trấn này có diện tích 33,78 km², dân số thời điểm 31 tháng 12 năm 2020 là 28.051 người. Đây là thị trấn đông dân nhất ở Emmendingen.